# Middelhoge wolken

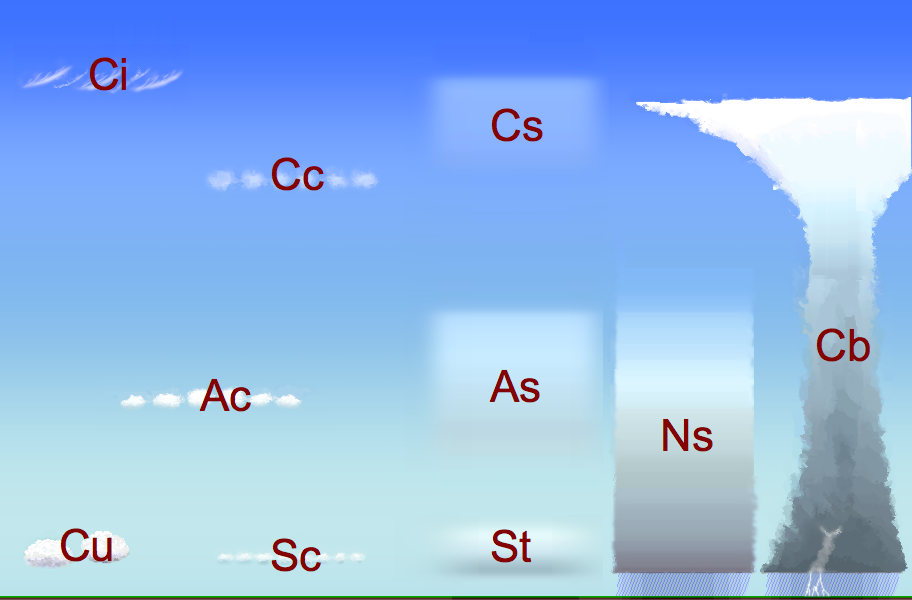

Middelhoge wolken zijn een wolkenfamilie en zijn meestal te vinden in een gebied van de atmosfeer waar de temperatuur onder de 0 graden Celsius ligt, maar waar de wolkendruppeltjes nog niet zijn bevroren. Ze bestaan dus meestal uit onderkoeld water, en daardoor hebben ze een andere structuur dan hoge wolken. De hoogte van de middelhoge wolken is afhankelijk van de luchtdichtheid en de temperatuur ter plaatse. In gematigde gebieden ligt dit ongeveer tussen de 2 en 7 kilometer.
Krullen, veren en pluimen worden niet meer in de middelhoge wolken gevonden, maar wel ribbels, bolletjes en uniforme of streepachtige structuren. Er ontstaan schaduwen op de wolken, doordat ze veel dichter zijn dan hoge wolken. Ze vertonen ribbel- of golfstructuren, waaraan men kan zien dat ze door opglijding zijn ontstaan. 
Opglijding leidt vaak tot regen, en daarom zijn middelhoge wolken met ribbel- of golfstructuren meestal een teken van weersverslechtering. Maar nog betrouwbaardere voorboden van middelhoge wolken zijn de castellani. Ook de lenticulariswolk is een interessante vorm van middelhoge wolken.